# 石狩川
石狩川（日语：／ Ishikarigawa */?）是一條流經日本北海道中西部，最後注入日本海的河流，是一級水系石狩川水系的主流。流域面積有14,330km2，位居日本全國第二，僅次於利根川。石狩川的長度為268km，位居日本全國第三位，次於信濃川及利根川。石狩川已經被選定為北海道遺產。

## 地理
石狩川的源頭位於大雪山山系石狩岳的西面，之後流經上川盆地、石狩平原，於石狩市注入石狩灣。其間通過了上川支廳、空知支廳、石狩支廳共計22個市、町、村，流域人口約250萬人。
石狩川本身通過的市、町、村如下：
- 上川支廳：旭川市、上川郡上川町、愛別町、比布町、當麻町、鷹棲町。
- 空知支廳：深川市、瀧川市、砂川市、美唄市、岩見澤市、雨龍郡雨龍町、妹背牛町、樺戶郡新十津川町、月形町、浦臼町、空知郡奈井江町。
- 石狩支廳：札幌市、江別市、石狩市、石狩郡當別町、新篠津村。

### 主要支流
石狩川水系的流域橫跨了上川、空知、石狩等三個支廳。石狩川最主要的支流是空知川，全長194.5公里、流域面積2,618平方公里，其規模可與四萬十川、熊野川等其他被列入一級水系的河川匹敵。石狩川水系中，雨龍川、夕張川、千歲川的全長也超過了100公里。
石狩川水系的流域中，有支笏湖、等天然湖。而在石狩川的中游部分，有許多牛軛湖存在，也有像舊美唄川及舊夕張川等舊河道的殘留，是石狩川在古代改變河道的證據。
| 河川     | 河川 全長 (km) | 流域 面積 (km²) | 主要 二次 支流                          | 主要 湖泊                                     | 流域 支廳 | 流域 市郡                                       |
| -------- | -------------- | --------------- | --------------------------------------- | --------------------------------------------- | --------- | ----------------------------------------------- |
| 牛朱別川 | 36.8           | 481.4           | 當麻川 小澤川 永山新川                  |                                               | 上川支廳  | 旭川市、上川郡                                  |
| 愛別川   | 22.5           | 186.06          | 狩布川                                  | （狩布湖）                                    | 上川支廳  | 旭川市、上川郡                                  |
| 忠別川   | 59.2           | 1,062.6         | 美瑛川                                  | （忠別湖）                                    | 上川支廳  | 旭川市、上川郡                                  |
| 雨龍川   | 155.0          | 1,673.0         | 宇津內川 幌南太刀別川 尾白利加川 德富川 | （朱鞠內湖） （宇津內湖） （ホロピリ湖）                | 空知支廳  | 深川市、瀧川市、雨龍郡                          |
| 空知川   | 194.5          | 2,618.0         | 富良野川 野花南川 芦別川                | （金山湖） （瀧里湖） （野花南湖） （蘆別湖） | 空知支廳  | 富良野市、蘆別市、砂川市 赤平市、瀧川市、空知郡 |
| 美唄川   | 32.6           | 97.3            | 舊美唄川                                | （美唄湖）                                    | 空知支廳  | 美唄市                                          |
| 幾春別川 | 70.0           | 382.0           | 奔別川 幌向川                           | （桂澤湖）                                    | 空知支廳  | 三笠市、岩見澤市                                |
| 夕張川   | 136.0          | 1,463.0         | 舊夕張川 ヤリキレナイ川                 | （シューパロ湖）                              | 空知支廳  | 夕張市、岩見澤市、空知郡                        |
| 夕張川   | 136.0          | 1,463.0         | 舊夕張川 ヤリキレナイ川                 | （シューパロ湖）                              | 石狩支廳  | 江別市                                          |
| 千歲川   | 108.0          | 1,244.0         | 紋別川 ママチ川 嶮淵川 漁川             | 支笏湖 オコタンペ湖 （惠庭湖）                | 空知支廳  | 夕張市、空知郡                                  |
| 千歲川   | 108.0          | 1,244.0         | 紋別川 ママチ川 嶮淵川 漁川             | 支笏湖 オコタンペ湖 （惠庭湖）                | 石狩支廳  | 千歲市、惠庭市、江別市 北廣島市                 |
| 豐平川   | 72.5           | 859.0           | 小樽內川 真駒內川 月寒川 白井川         | （定山湖） （札幌湖）                         | 石狩支廳  | 札幌市、江別市                                  |
| 當別川   | 72.5           | 309.5           |                                         |                                               | 石狩支廳  | 札幌市、石狩郡                                  |
| 茨戶川   | 20.2           | 160.5           | 伏籠川                                  | ペケレット湖 トンネウス沼                     | 石狩支廳  | 札幌市、石狩市                                  |

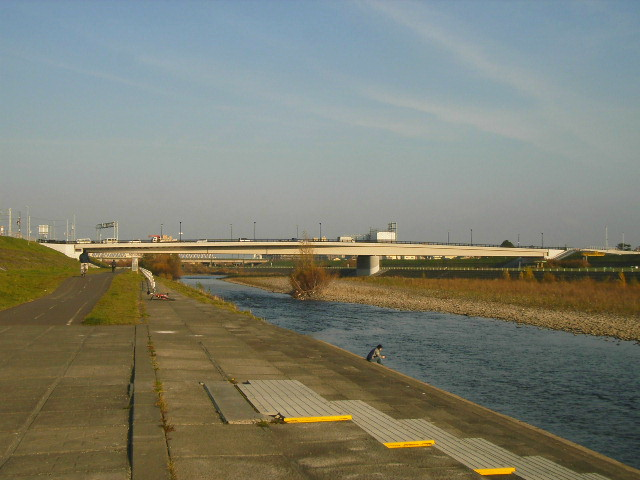
石狩川的支流之一，豐平川

（註）有標示括弧內的湖泊，是水壩形成的人工湖。

## 歷史
石狩川的名字，來自北海道原住民愛奴族的語言，「i-sikar-a-pet/」，是「彎曲的河流」的意思。原本石狩川在古代是由苫小牧市附近注入太平洋，但是在約三萬年前，由於支笏火山群爆發的關係，火山灰、熔岩的堆積改變了河道，形成了現今的流向。

## 石狩川水系的河川設施
石狩川上的諸多設施，是由基於「北海道總合開發計劃」所設置的北海道開發廳主管，由當地的執行機關北海道開發局計劃、施工。主要可以分成灌溉及治水兩大類。